# Jacob Nanning Arend van Wassenaer
Jacob Nanning Arend baron van Wassenaer, [sinds 1782:] heer van Sint Pancras ('s-Gravenhage, 27 juni 1760 - Nijmegen, 4 september 1834), was een regeringsgezind Nederlands politicus
Van Wassenaer was een telg uit het oud-adellijke geslacht Van Wassenaer en een zoon van Willem Hendrik van Wassenaer (1722-1769), hoogheemraad van Delfland, en Catharina van Foreest (1734-1776), telg uit het geslacht Van Foreest. Hij werd officier in 1782 en eindigde zijn loopbaan als luitenant-kolonel bij de garde-dragonders. Hij trouwde in 1795 met Judith Petronella van de Sande (1771-1845) met wie hij negen kinderen kreeg. Op 28 augustus 1814 werd hij benoemd in de Ridderschap van Holland waardoor hij, als eerste van zijn geslacht, en zijn nageslacht tot de moderne Nederlandse adel gingen behoren; in 1822 verkreeg hij erkenning van de titel van baron. In 1814 had hij zitting in de Vergadering van Notabelen (1814), voor het departement Boven-IJssel. In 1814 en 1815 had hij zitting in de Staten-Generaal der Verenigde Nederlanden en vanaf 1815, tot 1826, was hij lid van de Tweede Kamer der Staten-Generaal. Hij overleed in 1834 op 74-jarige leeftijd en zijn oudste zoon volgde hem op als heer van Sint Pancras.
- Biografisch Portaal: 58803114
- Parlement.com: vg09llslqiw8